# Глебов, Николай Александрович
Николай Александрович Глебов (14 [26] февраля 1899, Косулино, Оренбургская губерния — 7 марта 1974, Челябинск) — русский советский писатель и журналист.

## Биография
Николай Глебов родился 14 (26) февраля 1899 года в крестьянской семье в селе Косулино Косулинской волости Челябинского уезда Оренбургской губернии, ныне село входит в Куртамышский муниципальный округ Курганской области.
Семья была не из бедных. Отец владел землей (40 гектаров), торговал зерном. Николай пять лет учился в школе (1908—1913).
В августе 1919 года был мобилизован в белогвардейскую Русскую армию, учился во 2-й инструкторской школе. Вскоре с группой солдат перешёл на сторону Рабоче-крестьянской Красной Армии. В январе 1920 года в бою с колчаковцами возле станции Зима был ранен и эвакуирован в Красноярский госпиталь. Там заболел тифом. Тиф дал тяжелое осложнение — глухоту.
После госпиталя работал заведующим клубом станции Татарск (ныне Новосибирская область).
В 1922 году вернулся в Куртамыш, женился, ушёл от отца, и два года занимался сельским хозяйством.
В 1924 году стал избачом (заведующим избой — читальней) села Глядянское (ныне Притобольный муниципальный округ Курганской области) и активным селькором, а затем штатным сотрудником газеты «Красный Курган». В 1924 году делегат окружного, а в марте 1925 года — I Всесоюзного съездов рабселькоров.
Первый рассказ Н. А. Глебова был опубликован в 1925 в газете «Красный Курган».
В 1925 году был в Москве делегатом на съезде крестьянских писателей. Познакомился с Надеждой Константиновной Крупской. Она в 1927 году помогла молодому автору. Его семью выселяли из квартиры. Телеграмма Крупской вернула ему жилье.
Работал инспектором милиции. С 1929 по 1931 год жил с семьей в Челябинске, работал снабженцем на строительстве Челябинского тракторного завода. С 1932 до 1940 года работал в Новосибирске сначала на строительстве железных дорог, позже товароведом. В 1940 году переехал в Ойротскую автономную область (ныне Республика Алтай), где работал на разных работах до 1948 года. Все эти годы был связан с газетой, был корреспондентом и зав. сельскохозяйственным отделом газеты «Красная Ойротия». В 1948 году возвращается в Челябинск.
С 1949 года член Союза писателей СССР.
С 1952 года — на литературной работе.
Проживал в городе Кургане. Стоял у истоков создания в 1965 году Курганской областной писательской организации. Почти каждое лето уезжал в свои родные места, где жил в деревне Узково Белоноговского сельсовета Куртамышского района.
Николай Александрович Глебов умер 7 марта 1974 года в городе Челябинске Челябинской области. Похоронен <где?>.

## Творчество
Произведения Николая Александровича Глебова проникнуты чувством любви к родной земле. В трилогии «В степях Зауралья», романе «Бурелом», в повестях и рассказах глубокая правда в изображении жизненных явлений сочетается с точным воспроизведением зауральского быта и живыми картинами родной природы. Герои романов и повестей в большинстве своём — это молодёжь из класса трудящихся, стремящаяся к революционному совершенствованию мира, для которой характерны как упорство в достижении цели, так и душевная отзывчивость и красота, проникнутая романтизмом революционных идей.
Роман-трилогию «В степях Зауралья» Н. Глебов писал будучи умудрённый жизненным и литературным опытом. В романе ярко изображены картины жизни предреволюционного Зауралья, Гражданская война и восстановление разрушенного хозяйства, запечатлены картины острой классовой борьбы, колоритно выписан своеобразный уклад жизни зауральцев тех лет.

## Награды и премии
- Орден «Знак Почёта», 28 октября 1967 года
- Юбилейная медаль «За доблестный труд. В ознаменование 100-летия со дня рождения Владимира Ильича Ленина», 1970 год
- Медаль «За доблестный труд в Великой Отечественной войне 1941—1945 гг.»
- Почётная Грамота Президиума Верховного Совета РСФСР, февраль 1979 года
- Премия на Всесоюзном конкурсе на лучшую детскую книгу Министерства просвещения, 1950 год

## Память
Некоторые личные вещи и рукописи хранятся в литературно-краеведческом музее «Кораблик» средней школы № 15 г. Челябинска.

## Сочинения
Николай Александрович Глебов началом своей литературной работы считал 1925 год, когда в газете «Красный Курган» был опубликован его первый рассказ.

### Книги
- Глебов Н.А. Кара-Баарчык (Скворец). Повесть. — Горно-Алтайск, 1948. — 63 с. — 5000 экз.[6]
- Глебов Н.А. Малыш. Рассказ. — Горно-Алтайск: Облнациздат, 1948. — 13 с. — 5100 экз.[7]
- Глебов Н.А. Колокольчик в тайге. Рассказы. — Челябинск, 1949. — 44 с. — 10 000 экз.[8]
- Глебов Н.А. Карабарчик: Повесть. — Челябинск, 1950. — 108 с. — 10 000 экз.[9]
- Глебов Н.А. Обновленная земля. Очерк об укрупненном колхозе «Путь Ленина» Увельского района. — Челябинск, 1951. — 36 с. — 5000 экз.[10]
- Глебов Н.А. Карабарчик: Повесть. — М.—Л.: Детгиз, 1952. — 152 с. — 30 000 экз.[11]
- Глебов Н.А. Карабарчик: Повесть. — М.—Л.: Детгиз, 1953. — 128 с. — 150 000 экз.[12]
- Глебов Н.А. Карабарчик: Повесть. — Челябинск, 1953. — 151 с. — 75 000 экз.[13]
- Глебов Н.А. В предгорьях Урала. Роман Кн. 1. — Челябинск, 1954. — 187 с. — 30 000 экз.[14]
- Глебов Н.А. Флаг над рощей. Рассказы о пионерах и рассказы о животных. — Курган: Красный Курган, 1954. — 196 с. — 30 000 экз.[15]
- Глебов Н.А. Асыл. Повесть. — Челябинск, 1955. — 124 с. — 30 000 экз.[16]
- Глебов Н.А. В степях Зауралья. Роман. — Курган: Красный Курган, 1956. — 379 с. — 15 000 экз.[17]
- Глебов Н.А. Карабарчик: Повесть. — Свердловск, 1956. — 184 с. — 30 000 экз.[18]
- Глебов Н.А. В степях Зауралья. Роман Кн. 2. — Челябинск, 1957. — 124 с. — 30 000 экз.[19]
- Глебов Н.А. Повести и рассказы.. — Челябинск, 1958. — 359 с. — 30 000 экз.[20]
- Глебов Н.А. Карабарчик — Детство Викеши: Две повесть. — Курган: Советское Зауралье, 1960. — 207 с. — 15 000 экз.[21]
- Глебов Н.А. Данил Кайгородов. Роман. — Челябинск, 1961. — 156 с. — 50 000 экз.[22]
- Глебов Н.А. В степях Зауралья. Трилогия. — Челябинск, 1963. — 424 с. — 30 000 экз.[23]
- Глебов Н.А. Степные орлята: Повесть. — Челябинск: Южно-Уральское книжное издательство, 1964. — 87 с. — 65 000 экз.[24]
- Глебов Н.А. Карабарчик: Повесть. — Челябинск: Южно-Уральское книжное издательство, 1966. — 156 с. — 75 000 экз.[25]
- Глебов Н.А. В степях Зауралья. Трилогия. — Челябинск: Южно-Уральское книжное издательство, 1969. — 420 с. — 75 000 экз.[26]
- Глебов Н.А. Карабарчик: Повесть. — Свердловск: Средне-Уральское книжное издательство, 1972. — 152 с. — 75 000 экз.[27]
- Глебов Н.А. Бурелом: Роман. — Челябинск: Южно-Уральское книжное издательство, 1974. — 304 с. — 15 000 экз.[28]
- Глебов Н.А. Бурелом: Роман. — Челябинск: Южно-Уральское книжное издательство, 1979. — 304 с. — 15 000 экз.[29]
- Глебов Н.А. Карабарчик: Повесть и рассказ. — Челябинск: Южно-Уральское книжное издательство, 1982. — 233 с. — 50 000 экз.[30]

## Семья
- Жена Александра Васильевна, учительница русского языка и литературы работала завучем в Челябинской школе № 30
- Двое детей:
  - Сын Олег, геолог, работал в Китае, на Кубе, на Дальнем Востоке, в Челябинске.
  - Дочь Валерия, юрист.